# 顶花酸脚杆
顶花酸脚杆（学名：Medinilla assamica），为野牡丹科酸脚杆属下的一个种。

## 扩展阅读
維基物種上的相關：顶花酸脚杆